# Tamila Holub
Tamila Holub (ur. 15 maja 1999 w Czerkasach) – portugalska pływaczka urodzona na Ukrainie, specjalizująca się w stylu dowolnym, olimpijka z Rio de Janeiro i Tokio.

## Przebieg kariery
W zawodach międzynarodowych po raz pierwszy pojawiła się w 2013 podczas letniego olimpijskiego festiwalu młodzieży Europy. Rok później uczestniczyła w letnich igrzyskach olimpijskich młodzieży rozgrywanych w Nankinie. W ich ramach rywalizowała w trzech konkurencjach pływackich st. dowolnym – na dystansie 200 metrów zajęła 28. pozycję, na dystansie 400 metrów zajęła 19. pozycję, natomiast na dystansie 800 metrów zajęła 13. pozycję w końcowej tabeli wyników.
W 2016 otrzymała dwa medale mistrzostw Europy juniorów w Hódmezővásárhely – złoty na dystansie 1500 m i srebrny na dystansie 800 m (oba medale w konkurencji pływania st. dowolnym). Brała udział w letniej olimpiadzie w Rio de Janeiro, startując w konkurencji 800 m st. dowolnym i z czasem 8:45,36 plasując się na 24. pozycji w klasyfikacji. W 2018 startowała w igrzyskach śródziemnomorskich, na których m.in. zajęła indywidualnie 7. pozycję w konkurencji 800 m st. dowolnym.
W 2021 uczestniczyła w letnich igrzyskach olimpijskich w Tokio, na których w konkurencji 800 m st. dowolnym zajęła 25. pozycję a w konkurencji 1500 m tym samym stylem zajęła 22. pozycję w tabeli wyników.
W latach 2014–2019 wielokrotnie zdobywała złote medale mistrzostw Portugalii (na basenie 50-metrowym).

## Rekordy życiowe
| Konkurencja               | Data             | Miejsce             | Rezultat   | Źródło     |
| Basen 50 m                | Basen 50 m       | Basen 50 m          | Basen 50 m | Basen 50 m |
| ------------------------- | ---------------- | ------------------- | ---------- | ---------- |
| 50 m stylem dowolnym      | 2 maja 2015      | Coimbra             | 0:28,36    | [ 4 ]      |
| 100 m stylem dowolnym     | 14 kwietnia 2019 | Oeiras              | 0:58,56    | [ 3 ]      |
| 200 m stylem dowolnym     | 13 kwietnia 2019 | Oeiras              | 2:02,29    | [ 3 ]      |
| 400 m stylem dowolnym     | 5 czerwca 2021   | Barcelona           | 4:11,87    | [ 3 ]      |
| 800 m stylem dowolnym     | 1 czerwca 2021   | Canet-en-Roussillon | 8:32,30    | [ 3 ]      |
| 1500 m stylem dowolnym    | 20 maja 2021     | Budapeszt           | 16:15,50   | [ 3 ]      |
| 4 x 200 m stylem dowolnym | 10 lipca 2016    | Hódmezővásárhely    | 8:28,70    | [ 3 ]      |
| Basen 25 m                |                  |                     |            |            |
| 50 m stylem dowolnym      | 7 marca 2020     | Braga               | 0:27,68    | [ 4 ]      |
| 100 m stylem dowolnym     | 11 kwietnia 2021 | Felgueiras          | 0:58,76    | [ 4 ]      |
| 200 m stylem dowolnym     | 14 grudnia 2019  | Leiria              | 2:01,11    | [ 4 ]      |
| 400 m stylem dowolnym     | 22 grudnia 2018  | Felgueiras          | 4:08,53    | [ 3 ]      |
| 800 m stylem dowolnym     | 4 grudnia 2019   | Glasgow             | 8:25,00    | [ 3 ]      |
| 1500 m stylem dowolnym    | 11 grudnia 2015  | Porto               | 16:17,11   | [ 4 ]      |